# Chilena
Chilena is een geslacht van vlinders van de familie spinners (Lasiocampidae).

## Soorten
- C. laristana Daniel, 1949
- C. similis Walker, 1855
- C. sordida (Erschoff, 1874)
- C. strigula (Walker, 1865)